# Río Rehue
El río Rehue es un curso natural de agua que nace de las vertientes orientales de la Cordillera de Nahuelbuta, fluye hacia el norte hasta desembocar en el río Huequén, que poco después desemboca en el río Malleco.

## Trayecto
El río Rehue drena las aguas de la vertiente oriental de la cordillera de Nahuelbuta, de una zona conocida con el nombre del cordón de Quechereguas, pasa por el pueblo de Los Sauces, luego por Angol con un desarrollo cercano a 75 km. En esta última ciudad converge con el río Picoiquén para dar origen al río Vergara.: 426 : 2 

## Historia
Francisco Astaburuaga escribió en 1899 en su obra póstuma Diccionario geográfico de la República de Chile sobre el río:
Reivu ó Reihue.-—Río del departamento de Angol de no mucho caudal y de unos 75 kilómetros de curso. Nace en medio de las montañas de Quechereguas al S. de la parte superior del río Huequén, y corre primero al O. y luego vuelve hacia el NO. frente al cerro de Choquechoque hasta la aldea de los Sauces, desde donde prosigue más ó menos al N. hasta su confluencia con el Picoiquén, junto á la ciudad de Angol. Es de riberas medianamente bajas, abiertas y selvosas casi todas de excelentes tierras cultivables, en especial las de los valles de Caraupe, Lilpulli, Sauces, &c., cuyos nombres toma también el río al atravesarlos. Recibe desde su origen varios pequeños afluentes, siendo los principales por la derecha, los de Choquechoque, Trancura, Ñapanir, Tronicura, &c., y por la izquierda los riachuelos de Meco, Queuque, Enelhueco, Niminco, Deuco, &c. Tiene asimismo la laguna de la aldea de los Sauces que desagua en él. Reihue es inmutación de reirre que significa mezclado, revuelto.

## Población, economía y ecología
La ciudad Los Sauces vierte al río Rehue 620 m³/día con una DBO5 40 kg/día.: 44 